# Нюарк (Делауеър)
Вижте пояснителната страница за други значения на Нюарк.
Нюарк (на английски: Newark) е град в щата Делауеър, САЩ. Нюарк е с население от 33 858 жители (по приблизителна оценка за 2017 г.) и площ от 23,1 кв. км. Намира се в часова зона UTC-5 в северната част на щата в окръг Ню Касъл на 38,1 м н.в. Основан е през 1694 г., а получава статут на град през 1758 г. В Нюарк е базиран Делауеърския университет, чийто основен корпус се намира в града.